# ドント・ストップ・ザ・ミュージック (リアーナの曲)
「ドント・ストップ・ザ・ミュージック」（Don't Stop the Music）はバルバドスの歌手リアーナの楽曲。3枚目のスタジオ・アルバム『グッド・ガール・ゴーン・バッド』に収録され、アルバムから4枚目のシングルとして2007年9月7日に発売された。

## 作曲と訴訟
タワーナ・ダブニとプロフ―サーのスターゲイトによって書かれたこの曲は、主にヒップホップで使われるリズミカルなデバイスを特徴とするダンストラックである。
マイケル・ジャクソンの1983年のシングル「スタート・サムシング（原題：Wanna Be Startin' Somethin' ）」の「Mama-say, mama-sa, ma-ma-ko-ssa」というラインをサンプリングしていることから、彼も制作者としてクレジットされている。しかし、カメルーンの音楽家マヌ・ディバンゴは、そのフックは彼の1972年の曲「ソウル・マコッサ」に由来するとして、リアーナとジャクソンを訴えた 。

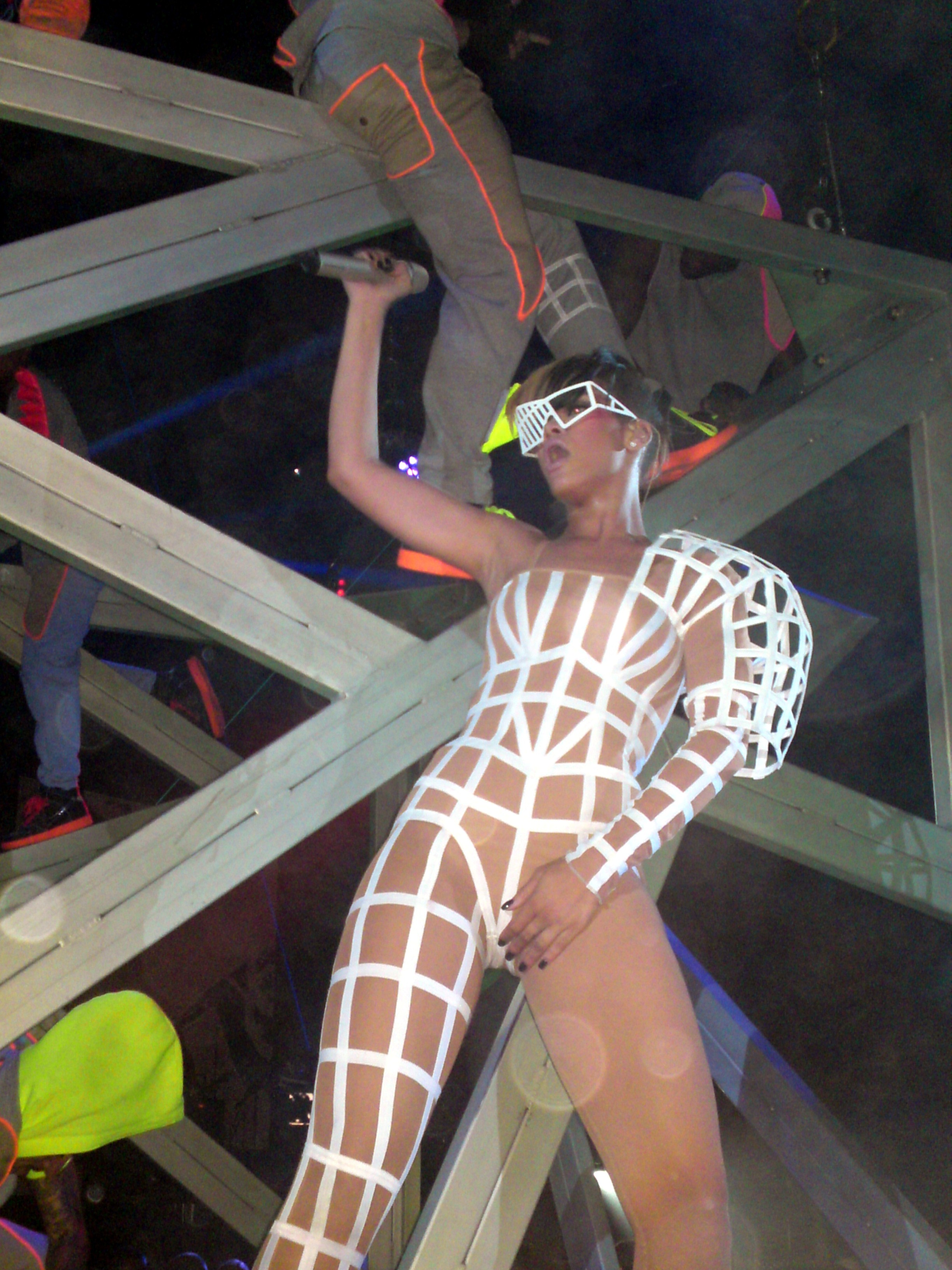
『ドント・ストップ・ザ・ミュージック』を歌うリアーナ (2010年、チューリッヒにて)

## 評価と成功
多くのポピュラー音楽の評論家は、「Mama-say, mama-sa, ma-ma-ko-ssa」フックのサンプリングを称賛した。
この曲は、グラミー賞最優秀ダンス・レコーディング賞の候補を含む、多くの賞を受賞した。オーストラリア、フランス、ドイツ、スイスなど9か国で首位を獲得。イギリスでは最高4位を記録し、BPIによってゴールド認定を受けた。アメリカのBillboard Hot 100では最高3位、ダンス・クラブ・ソング・チャートで1位を記録した。RIAAよりクワドラプル―プラチナ認定を受けており、アメリカ国内で370万枚以上を売り上げた。

## チャート
| チャート（2007年）               | 最高順位 |
| -------------------------------- | -------- |
| アメリカ（Billboard Hot 100）    | 3        |
| イギリス（全英シングルチャート） | 4        |